# Хворий
Хворий (рідше слабий) — людина або тварина[джерело?], яка хворіє якоюсь хворобою, паталогічним станом чи іншим порушенням здоров'я і життєдіяльності, або яка отримує медичну допомогу, лікування чи медичне спостереження.